# Solanum leptostachys
Solanum leptostachys är en potatisväxtart som beskrevs av Michel Félix Dunal. Solanum leptostachys ingår i släktet skattor som ingår i familjen potatisväxter. Inga underarter finns listade i Catalogue of Life.